# 원자가띠
고체물리학에서 원자가띠(原子價-, valence band)란, 절대영도에서 전자가 존재하는 가장 높은 전자 에너지 범위를 가리킨다. 반도체와 부도체에서는 원자가띠 위에 띠간격(band gap)이 존재하고, 그 위에 전도띠(conduction band)가 존재한다. 금속에서는 전도띠가 원자가띠이다. 이후에 나오는 원자가띠란, 반도체와 부도체에서의 원자가띠를 뜻한다.
반도체와 부도체가 낮은 전도도를 가지는 것은, 그 물질의 원자가띠의 특징 때문에 그렇다. 우연히 전자의 개수가 원자가띠에 있는 상태 수와 정확히 일치하기 때문이다(전자가 존재할 수 있는 상태와, 전자의 개수가 같다). 띠간격에는 전자가 존재할 수 있는 상태가 없다. 이것은 전기장이 가해지더라도, 더 빠르게 이동할 수 있는 곳이 없기 때문에, 전자의 에너지가 증가(가속)하지 않는다는 것이다.
하지만 부도체도 전도도가 0은 아니다. 이것은 전자가 열 때문에 들떠서, 일부 전자가 에너지를 얻고 띠간격을 뛰어넘기 때문이다. 이렇게 전자가 전도띠로 이동하고 나면, 이 전자는 전기를 전도시킬 수 있게 되고, 마찬가지로 이 전자가 튀어나오며 생긴 홀도 전기를 전도시킨다. 구멍은 원자가띠의 전자가 조금 움직일 수 있게 해주는 빈 상태이다.
부도체에서 전자가 마치 원자핵에 묶여 있어서 움직일 수 없다는 것은 흔히 알고 있는 잘못된 개념이다. 부도체에 있는 전자도 아주 자유롭게 움직일 수 있다. 사실 전자는 부도체에서 움직이는 속도는 초속 100km정도이다. 이 전자는 정해진 자리가 없어서 잘 돌아다닌다.

## 같이 보기
- 물질의 띠 구조에 대한 상세한 설명을 보고 싶으면 : 반도체
- 고체에서 전도에 대한 자세한 설명이나, 띠 구조에 대한 다른 설명을 보고 싶으면 : 전기 전도